# Orchid (Doom-Metal-Band)
Orchid ist eine US-amerikanische Doom-Metal-Band aus San Francisco, Kalifornien, die im Jahr 2007 gegründet wurde.

## Geschichte
Die Band wurde im Jahr 2007 gegründet. Nachdem sie die ersten Lieder entwickelt hatten, erschien im Jahr 2009 mit Through the Devil’s Doorway eine erste EP. Kurz nach der Veröffentlichung begannen die Arbeiten zum Debütalbum Capricorn. Das Album erschien im Jahr 2011 über The Church Within Records. Das zweite Album The Mouths of Madness erschien am 26. April 2013 über Nuclear Blast.

## Stil
Die Band spielt klassischen Doom Metal, der mit der Musik von Black Sabbath aus den 1970er Jahren vergleichbar ist.

## Diskografie

### Alben
- 2011: Capricorn (The Church Within Records)
- 2013: The Mouths of Madness (Album, Nuclear Blast)

### EPs
- 2009: Through the Devil’s Doorway (The Church Within Records)
- 2012: Heretic (Nuclear Blast)
- 2013: Wizard of War (Nuclear Blast)
- 2015: Sign of the Witch (Nuclear Blast)

### Kompilation
- 2013: The Zodiac Sessions (Nuclear Blast, Neuveröffentlichung der EP Through the Devil’s Doorway und dem Album Capricorn)